# Halse

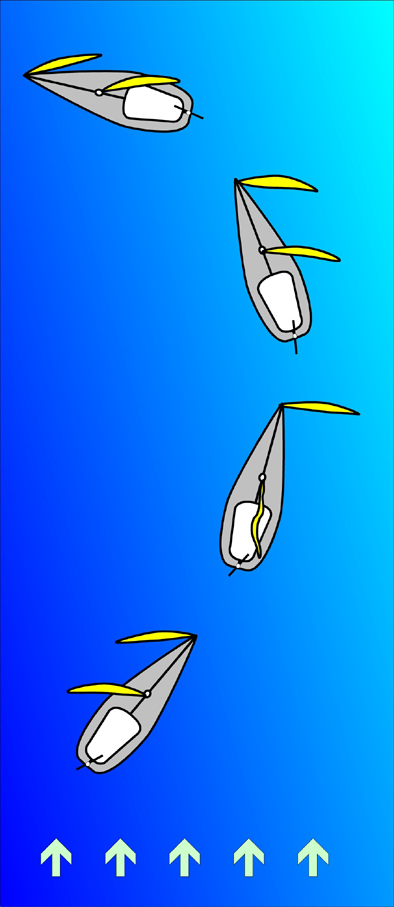
Halse

Halse bezeichnet ein Manöver beim Segeln, bei dem ein Fahrzeug mit dem Heck durch den Wind geht und die Segel anschließend auf der anderen Schiffsseite geführt werden.
Im Unterschied zum Schiften ist eine Halse immer mit einer Änderung des Kurses verbunden. Der Begriff leitet sich von den Halsen ab: Leinen, die am Hals eines Rahsegels angeschlagen sind, um das Segel auf einem Am-Wind-Kurs nach vorn zu holen.
Bei kräftigem Wind bedarf das Halsen mit Schratseglern großer Aufmerksamkeit. Bei unsauberer technischer Ausführung kommt es zu einer Patenthalse, bei der der Großbaum unkontrolliert auf die andere Seite umschlägt. Für Rahsegler ist eine Halse weniger anspruchsvoll.
Das Manöver, bei dem das Fahrzeug mit dem Bug durch den Wind geht, heißt Wende. Anstatt einer Halse kann bei grobem Wetter und unerfahrener Besatzung eine Q-Wende gefahren werden.

## Die Halse auf Jollen und Yachten
Die Halse wird auf einem Raumwind- oder Vorwindkurs eingeleitet. Ein vorhandener Traveller wird zunächst mittig gesetzt. Man lässt das Fahrzeug behutsam so weit abfallen, bis das Vorsegel einfällt und der Vorschoter „Fock fällt!“ ruft. Auf größeren Yachten wird die Großschot zügig dichtgeholt, um ein unkontrolliertes Übergehen des Großbaums zu verhindern. Sobald das Heck durch den Wind gegangen ist, wird Stützruder gelegt (gegen die Drehrichtung gesteuert), um die Drehbewegung des Bootes aufzufangen. Groß- und Vorsegel befinden sich nun auf der anderen Schiffseite; ihre Schoten werden gefiert. Zuletzt gibt der Bootsführer den neuen Kurs bekannt und die Segel werden entsprechend eingestellt.

### Abfolge der Segelkommandos beim Halsen
(Vgl. Kommandos in der Schifffahrt)
1. „Klar zur Halse?“
2. (Antwort) „Ist klar!“
3. „Neuer Kurs: Raumer Wind! Fier auf die Schoten!“
4. (Vorschoter:) „Fock fällt!“
5. „Hol' dicht die Großschot!“
6. „Rund achtern!“
7. „(Hol') über die Fock“
8. „Fier auf die Großschot!“
9. „Neuer Kurs: ...“

### Varianten der Halse
Von der üblichen Form der Halse, die gelegentlich Blockhalse genannt wird, unterscheiden sich die Regattahalse und die Gefahrenhalse.

#### Regattahalse
Eine schnellere Art zu halsen, und deswegen auf Regatten entwickelt, ist die Regattahalse, bei der das Dichtholen und Auffieren der Großschot entfällt. Der Steuermann ergreift auf Vorwindkurs den Großbaum oder die Großschot und schiftet den Baum auf die andere Schiffseite. Diese Art zu halsen erfordert mehr Übung und ist nur auf kleineren Booten mit leichten Bäumen und bei mäßigem Wind beherrschbar.

#### Gefahrenhalse
Eine Gefahrenhalse ist der Regattahalse ähnlich. Es wird jedoch davon ausgegangen, dass der Ausgangskurs ein Am-Wind-Kurs ist und eine Gefahr ein plötzliches Ausweichen nach Lee erfordert.
Es wird hart Ruder gelegt und abgefallen, die Schoten werden gefiert. Sobald ein Vorwindkurs erreicht ist, wird der Großbaum, wie bei der Regattahalse, auf die andere Schiffseite geschiftet. Wenn nötig, wird Stützruder gelegt und angeluvt. Die Schoten werden angeholt und der neue Kurs gesteuert.

### Patenthalse
Als Patenthalse wird eine unbeabsichtigte Halse bezeichnet, auf die weder Schiff noch Mannschaft vorbereitet sind. Bei der Patenthalse bewegt sich das Großsegel mitsamt dem Baum plötzlich mit hoher Geschwindigkeit von einer Schiffseite auf die andere. Das geschieht, wenn ein Segelfahrzeug raumschots oder vor dem Wind fährt und dabei der Wind plötzlich von der anderen Seite in das Segel greift.
Meistens geht einer Patenthalse ein Fahr- oder Steuerfehler voraus. Andere Gründe können Wechsel der Windrichtung oder plötzliche Strömungswechsel sein, die das Fahrzeug drehen. Bei Fahrt in flachen Gewässern kann sich das Schwert von Segelbooten im Untergrund verhaken und wie ein Drehgelenk wirken. Eine weitere Ursache ist hoher Wellengang mit der Folge eines stark gierenden Segelfahrzeugs.
Durch den plötzlich übergehenden Baum besteht bei der Patenthalse ernste Gefahr für Schiff und Besatzung. War die Großschot zuvor weit aufgefiert, kann der Baum auf der Gegenseite in ein Want oder Backstag rauschen und zum Bruch derselben führen, was in der Folge weitere Schäden an der Takelage bis hin zum Mastbruch verursachen kann. Befinden sich Besatzungsmitglieder in der Bahn des umschlagenden Baumes oder der Großschot, besteht die Gefahr schwerer Verletzungen und des Über-Bord-Gehens. Sind Besatzungsmitglieder durch den Schlag (an den Kopf) bewusstlos über Bord gegangen, droht Lebensgefahr (siehe auch Mann-über-Bord-Manöver). Bei Jollen besteht durch die ruckartige Verlagerung des Winddrucks zusätzlich Kentergefahr.
Eine Vorkehrung zur Verhinderung einer Patenthalse ist der gesetzte Bullenstander, der den Baum gegen ein Übergehen sichert.
Um eine Patenthalse weniger wahrscheinlich zu machen, kann insbesondere bei hohem Seegang ein Kurs höher am Wind gewählt werden als er der gewünschten Fahrtrichtung entspricht. Das Kreuzen vor dem Wind hat auch den Vorteil, dass das in Lee liegende Ziel in der Regel, trotz des längeren Weges, aufgrund der höheren Bootsgeschwindigkeit schneller erreicht wird.